# Kostel svatého Gotharda (Krupá)
Kostel svatého Gotharda v obci Krupá v okrese Rakovník je barokní objekt stojící poněkud stranou mimo samotnou obec, na místním hřbitově.

## Popis
Kostel v Krupé stojí na zdejším hřbitově za vsí, asi dva kilometry od středu obce, směrem přes železniční přejezd za vlakovým nádražím, přičemž není zcela jasné, proč kostel stojí takto izolovaně. Jednou z možných teorií je, že v době výstavby byla v místě nějaká epidemie, a proto se pohřbívalo dále od obytných částí města, proto byl hřbitov i pozdější kostel umístěn zde.
Kostel byl původně gotický, který byl v první polovině 18. století přestavěn v barokním slohu.

## Pověsti a legendy

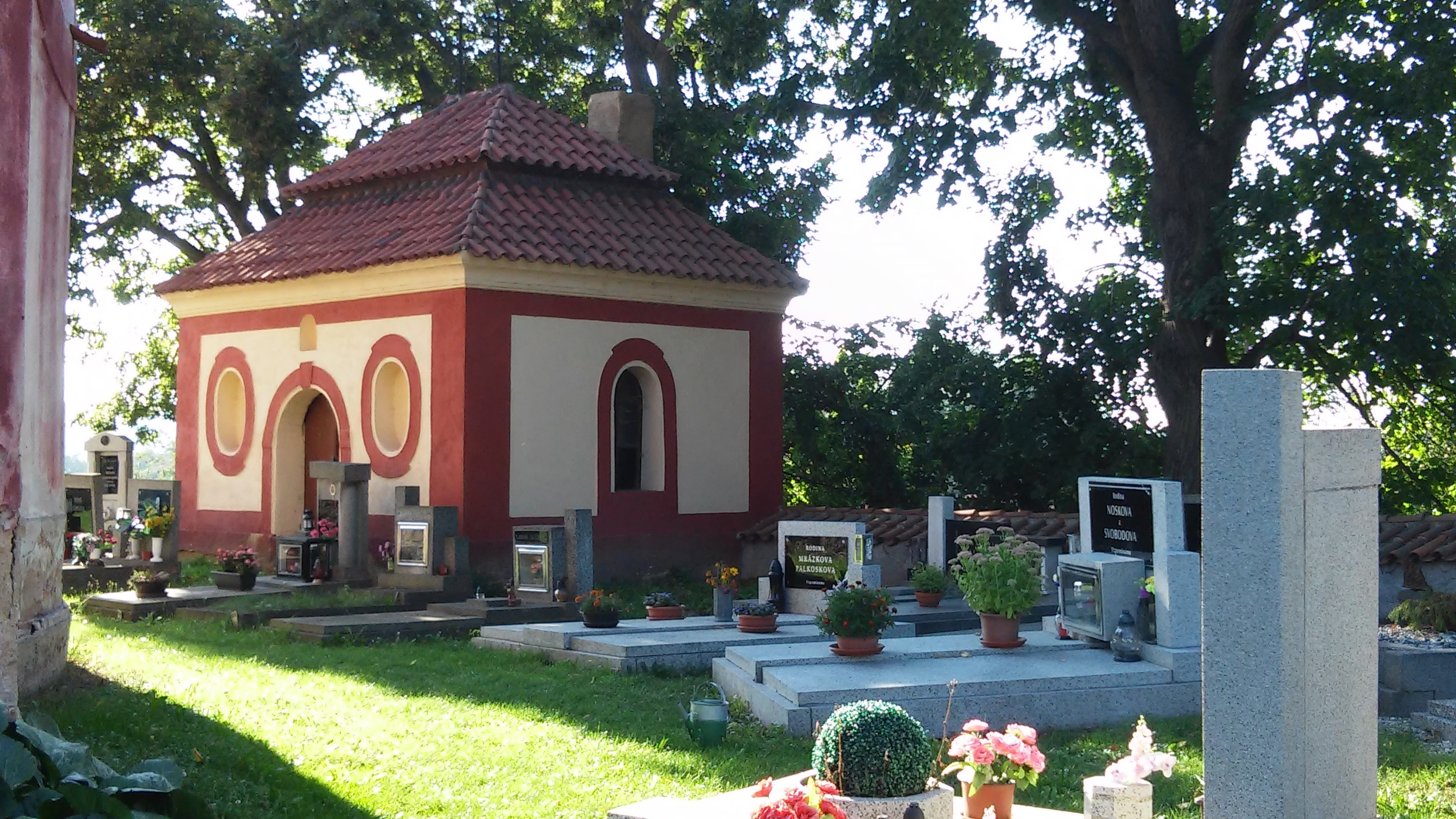
Márnice u kostela sv. Gotharda v Krupé

Ke kostelu se váže několik pověstí a legend:
- Pro důvod k umístění kostela poměrně daleko od vsi se váže pověst, že místní lidé si chtěli kostel postavit uprostřed vsi. Co ale přes den postavili, to jim každou noc jim kdosi zbořil a materiál přenesl jinam. To se opakovalo několik nocí po sobě, a tak se krupští rozhodli postavit kostel na místě, kde stojí dodnes.
- Další pověst praví, že dva kostelní zvony se rozezní pokaždé, když kraji hrozil mor, válka nebo živelní pohroma. Svým zvoněním také měly zahánět krupobití.
- Jiná legenda říká, jedné noci začal zvonit zvon. Místní kostelník se šel podívat do zvonice, kde uviděl cizího biskupa a mnicha, jak zvoní. Legenda praví, že se z děsivého zážitku pomátl.
- Jistý manželský pár z blízké myslivny v kostele prý viděl noční bohoslužby, kterých se účastnili zemřelí.